# فينسينت موسكاتو
فينسينت موسكاتو (بالفرنسية: Vincent Moscato)‏ هو لاعب اتحاد الرغبي ومقدم برامج إذاعية وممثل فرنسي، ولد في 28 يوليو 1965 بالدائرة الرابعة عشرة في باريس في فرنسا.

## وصلات خارجية
- فينسينت موسكاتو عل موقع إسبنسكروم (الإنجليزية)

- فينسينت موسكاتو على موقع IMDb (الإنجليزية)
- فينسينت موسكاتو على موقع ألو سيني (الفرنسية)
- فينسينت موسكاتو على موقع أول موفي (الإنجليزية)
- فينسينت موسكاتو على موقع قاعدة بيانات الأفلام السويدية (السويدية)
- فينسينت موسكاتو على موقع قاعدة بيانات الفيلم (الإنجليزية)
- فينسينت موسكاتو على موقع كينوبويسك (الروسية)